# Her Boy (film 1915)
Her Boy è un film muto del 1915 diretto da Frank Wilson.

## Trama
Un giocatore dilapida tutti i risparmi della madre, fa andare in fallimento la ricca moglie e muore pentendosi della sua vita.

## Produzione
Il film fu prodotto dalla Hepworth.

## Distribuzione
Distribuito dalla Thanhouser Film, il film uscì nelle sale cinematografiche britanniche nel settembre 1915.
Fu distrutto nel 1924 dallo stesso produttore, Cecil M. Hepworth. Fallito, in gravissime difficoltà finanziarie, Hepworth pensò in questo modo di poter almeno recuperare il nitrato d'argento della pellicola.